# ری دانیل
ری دانیل (انگلیسی: Ray Daniel; ۲ نوامبر ۱۹۲۸ – ۶ نوامبر ۱۹۹۷) فوتبالیست اهل بریتانیا بود.
از باشگاه‌هایی که در آن بازی کرده‌است می‌توان به باشگاه فوتبال سوانزی سیتی، باشگاه فوتبال کاردیف سیتی، باشگاه فوتبال ساندرلند و باشگاه فوتبال آرسنال اشاره کرد. وی در اکتبر ۱۹۴۶ با آرسنال قرارداد امضا کرد.
وی همچنین در تیم ملی فوتبال ولز بازی کرده‌است.